# Бяла-Река (Пловдивская область)
Бяла-Река (болг. Бяла река) — село в Болгарии. Находится в Пловдивской области, входит в общину Первомай. Население составляет 823 человека.

## Политическая ситуация
В местном кметстве Бяла-Река, в состав которого входит Бяла-Река, должность кмета (старосты) исполняет Петкана Илиева Добрева (коалиция в составе 2 партий: Порядок, законность и справедливость (РЗС), Союз демократических сил (СДС)) по результатам выборов.
Кмет (мэр) общины Первомай — Ангел Атанасов Папазов (коалиция партий: Союз свободной демократии (ССД), Земледельческий народный союз (ЗНС)) по результатам выборов.